# Brighton Toy and Model Museum

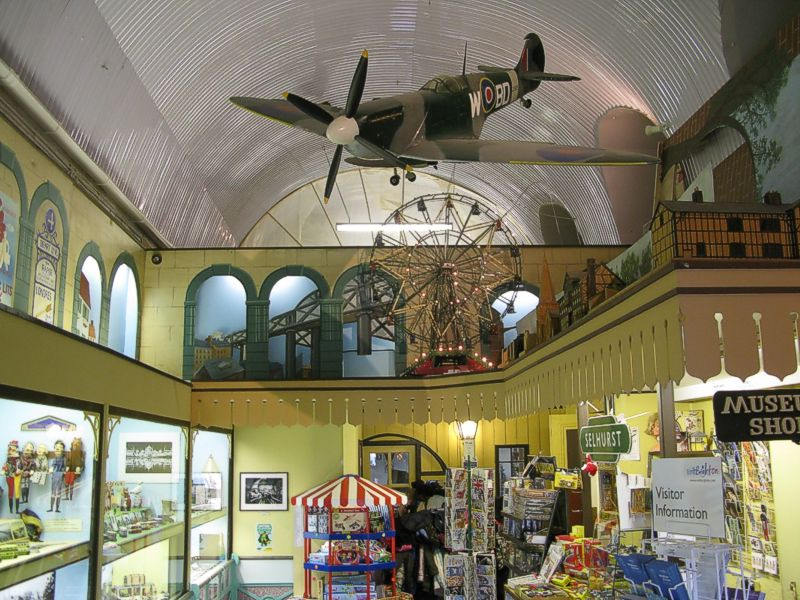
Eingangsbereich des Spielzeugmuseums in Brighton

Das Brighton Toy and Model Museum ist ein Spielzeugmuseum in Brighton an der englischen Südküste. Die Sammlungen befinden sich in vier der frühviktorianischen Bogengewölbe unterhalb der Bahnhofsvorhalle auf ca. 1200 m² Grundfläche. Das Museum wird als Stiftung (Nr. 1001560) geführt und hat 2013 eine Partnerschaft mit dem Museum Rahmi M. Koç in Istanbul angekündigt.
Das Museum wurde im Juli 1991 von Chris Littledale gegründet und zeigt über 10.000 Spielzeuge und Modelle, die überwiegend aus dessen Sammlung stammen. Unter den Objekten befinden sich kostbare Modelleisenbahnsammlungen, ferngesteuerte Flugzeuge und eine Vielfalt von Spielzeugen aus der Zeit vom Ende des 19. Jahrhunderts bis in die 1960er Jahre. Zu sehen sind auch zwei großflächige und in Betrieb befindliche Modelleisenbahnanlagen (Spur 0 und 00) sowie seltene Originalstücke einer Reihe berühmter Hersteller, u. a. Bing, Georges Carette, Bassett-Lowke, Dinky Toys, Hornby Trains, Märklin, Meccano, Pelham Puppets und Steiff. Dazu gehören individuell technisierte Stücke wie die funktionstüchtige Dampflokomotive im Maßstab 1:4 und die Spitfire Kampfflugzeuge in der Eingangshalle. Weitere funktionstüchtige Modelle sind auf einem Gang durchs Museum anzutreffen.
Im Eingangsbereich im ersten Bogengewölbe befindet sich der Museumsladen und eine Touristeninformation.